# 里奇·罗伯逊
里奇·罗伯逊（1952年12月25日—）是一位英国学者，牛津大学教授，毕业于爱丁堡大学，获英语和德语双重学位，主要作品有入选牛津通识读本的《歌德》（Goethe）、《卡夫卡》（Kafka）等。